# Paulinho da Viola (1971 - disco 2)
Paulinho da Viola é o quarto álbum de estúdio do sambista carioca Paulinho da Viola, lançado em 1971.

## Álbum
Segundo de dois LPs homônimos lançados em 1971, o disco apresentou composições de sambistas então desconhecidos do grande público em geral, como Mauro Duarte e Walter Nunes (Walter Alfaiate) (em "Cuidado, Teu Orgulho Te Mata") e Monarco e Chico Santana (em "Lenço").
O parceiro Elton Medeiros participou de "Moema Morenou", feita em estilo partido-alto. Na faixa "Para um amor no Recife", Paulinho homenageou a pernambucana Dedé Aureliano.

## Faixas

### Disco
Lado A
1. Perder e ganhar (Paulinho da Viola)
2. Sol e pedra (Paulinho da Viola)
3. Dona Santina e Seu Antenor (Paulinho da Viola)
4. Para um amor no Recife (Paulinho da Viola)
5. Mal de amor (Benil Santos, Raul Sampaio)
6. Depois da vida (Paulo Gesta, Guilherme de Brito, Nelson Cavaquinho)

Lado B
1. Moemá morenou (Élton Medeiros, Paulinho da Viola)
2. Óculos escuros (Valzinho, Orestes Barbosa)
3. Cuidado, teu orgulho te mata (Walter Nunes, Mauro Duarte)
4. Lenço (Francisco Santana, Monarco)
5. O acaso não tem pressa (Capinan, Paulinho da Viola)
6. Um certo dia para 21 (Paulinho da Viola)
7. Simplesmente Maria (Paulinho da Viola) / Fotos e fatos (Otávio de Morais, Élton Medeiros)

## Ficha técnica
- Diretor de produção: Milton Miranda
- Diretor musical: Lindolfo Gaya
- Orquestrador: Lindolfo Gaya
- Diretor técnico: Z. J. Merky
- Técnico de gravação: Jorge e Nivaldo
- Técnico de laboratório: Reny R. Lippi
- Lay out: Elifas Andreato
- Foto: Geraldo Guimarães / Abril Press
- Desenhos: Luis Trimano e Elifas Andreato

### Músicos participantes
- Flauta e clarinete: Copinha
- Ritmo: Elton Medeiros, Mestre Marçal e Oscar
- Bateria: Elizeu e Juquinha
- Contrabaixo: Dininho
- Trombone: Norato
- Piston: Maurilio